# Blécourt (Haute-Marne)
Pour les articles homonymes, voir Blécourt.
Blécourt est une commune française située dans le département de la Haute-Marne, en région Grand Est.

## Géographie

### Localisation
La commune est à environ 10 km au sud-ouest de Joinville.

### Relief et géologie
Blécourt est bâtie sur un plateau séparant les vallées de la Marne et de la Blaise.
Depuis 2008, plusieurs éoliennes sont implantées sur le plateau de Malassise, lieu très venté de la commune. Depuis ce plateau, on peut voir, par temps clair une centaine d'éoliennes situées à des dizaines de kilomètres de là.

### Hydrographie
La commune est dans la région hydrographique « la Seine de sa source au confluent de l'Oise (exclu) » au sein du bassin Seine-Normandie. Elle n'est drainée par aucun cours d'eau,.

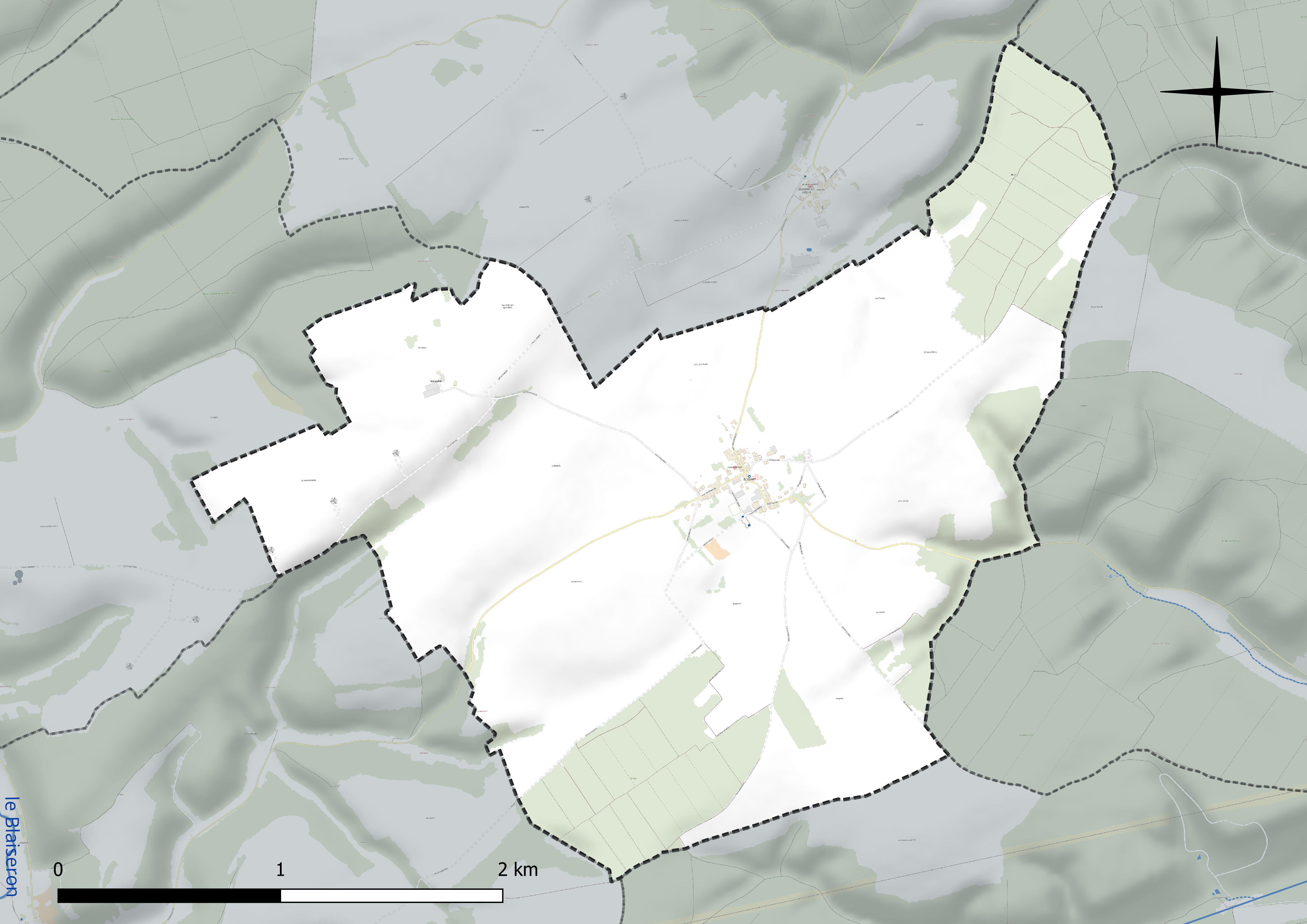
Réseau hydrographique de Blécourt.

### Climat
Pour des articles plus généraux, voir Climat du Grand Est et Climat de la Haute-Marne.
En 2010, le climat de la commune est de type climat de montagne, selon une étude du Centre national de la recherche scientifique s'appuyant sur une série de données couvrant la période 1971-2000. En 2020, Météo-France publie une typologie des climats de la France métropolitaine dans laquelle la commune est exposée à un climat océanique altéré et est dans la région climatique Lorraine, plateau de Langres, Morvan, caractérisée par un hiver rude (1,5 °C), des vents modérés et des brouillards fréquents en automne et hiver.
Pour la période 1971-2000, la température annuelle moyenne est de 9,6 °C, avec une amplitude thermique annuelle de 16,2 °C. Le cumul annuel moyen de précipitations est de 996 mm, avec 13,7 jours de précipitations en janvier et 9,7 jours en juillet. Pour la période 1991-2020, la température moyenne annuelle observée sur la station météorologique installée sur la commune est de 10,8 °C et le cumul annuel moyen de précipitations est de 879,6 mm. 
La température maximale relevée sur cette station est de 40,2 °C, atteinte le 25 juillet 2019 ; la température minimale est de −18 °C, atteinte le 20 décembre 2009,,.
| Mois                                  | jan.           | fév.           | mars           | avril         | mai           | juin          | jui.          | août          | sep.          | oct.          | nov.          | déc.         | année     |
| ------------------------------------- | -------------- | -------------- | -------------- | ------------- | ------------- | ------------- | ------------- | ------------- | ------------- | ------------- | ------------- | ------------ | --------- |
| Température minimale moyenne (°C)     | 0,3            | 0,3            | 2,4            | 5,7           | 8,7           | 12,2          | 14,3          | 13,7          | 10,8          | 8             | 4             | 1            | 6,8       |
| Température moyenne (°C)              | 2,6            | 3,3            | 6,4            | 10,5          | 13,6          | 17,4          | 19,7          | 18,8          | 15,6          | 11,6          | 6,6           | 3,4          | 10,8      |
| Température maximale moyenne (°C)     | 5              | 6,2            | 10,4           | 15,4          | 18,5          | 22,6          | 25,1          | 23,9          | 20,4          | 15,2          | 9,2           | 5,8          | 14,8      |
| Record de froid (°C) date du record   | −11,1 07.01.09 | −15,8 07.02.12 | −14,5 01.03.05 | −5,2 06.04.21 | −0,1 05.05.19 | 4 02.06.06    | 7,7 26.07.15  | 5,6 11.08.16  | 2,1 30.09.22  | −4,2 29.10.12 | −6,6 30.11.20 | −18 20.12.09 | −18 2009  |
| Record de chaleur (°C) date du record | 15 01.01.23    | 21 27.02.19    | 24,5 31.03.21  | 27,4 26.04.07 | 30,9 28.05.17 | 36,4 26.06.19 | 40,2 25.07.19 | 36,9 20.08.09 | 33,2 14.09.20 | 28,1 13.10.23 | 22,1 07.11.15 | 16 31.12.22  | 40,2 2019 |
| Précipitations (mm)                   | 76,3           | 68,4           | 70,2           | 49,8          | 87,1          | 74            | 62,2          | 75,8          | 60,7          | 81,6          | 80,3          | 93,2         | 879,6     |

| Diagramme climatique                                  |            |             |             |             |            |              |              |              |           |          |          |
| J                                                     | F          | M           | A           | M           | J          | J            | A            | S            | O         | N        | D        |
| 50,376,3                                              | 6,20,368,4 | 10,42,470,2 | 15,45,749,8 | 18,58,787,1 | 22,612,274 | 25,114,362,2 | 23,913,775,8 | 20,410,860,7 | 15,2881,6 | 9,2480,3 | 5,8193,2 |
| Moyennes : • Temp. maxi et mini °C • Précipitation mm |            |             |             |             |            |              |              |              |           |          |          |

Les paramètres climatiques de la commune ont été estimés pour le milieu du siècle (2041-2070) selon différents scénarios d'émission de gaz à effet de serre à partir des nouvelles projections climatiques de référence DRIAS-2020. Ils sont consultables sur un site dédié publié par Météo-France en novembre 2022.

## Urbanisme

### Typologie
Au 1er janvier 2024, Blécourt est catégorisée commune rurale à habitat dispersé, selon la nouvelle grille communale de densité à sept niveaux définie par l'Insee en 2022.
Elle est située hors unité urbaine. Par ailleurs la commune fait partie de l'aire d'attraction de Joinville, dont elle est une commune de la couronne,. Cette aire, qui regroupe 31 communes, est catégorisée dans les aires de moins de 50 000 habitants,.

### Occupation des sols
L'occupation des sols de la commune, telle qu'elle ressort de la base de données européenne d’occupation biophysique des sols Corine Land Cover (CLC), est marquée par l'importance des territoires agricoles (78,4 % en 2018), une proportion sensiblement équivalente à celle de 1990 (78,2 %). La répartition détaillée en 2018 est la suivante : 
terres arables (72,8 %), forêts (21,6 %), prairies (5,6 %). L'évolution de l’occupation des sols de la commune et de ses infrastructures peut être observée sur les différentes représentations cartographiques du territoire : la carte de Cassini (XVIIIe siècle), la carte d'état-major (1820-1866) et les cartes ou photos aériennes de l'IGN pour la période actuelle (1950 à aujourd'hui).

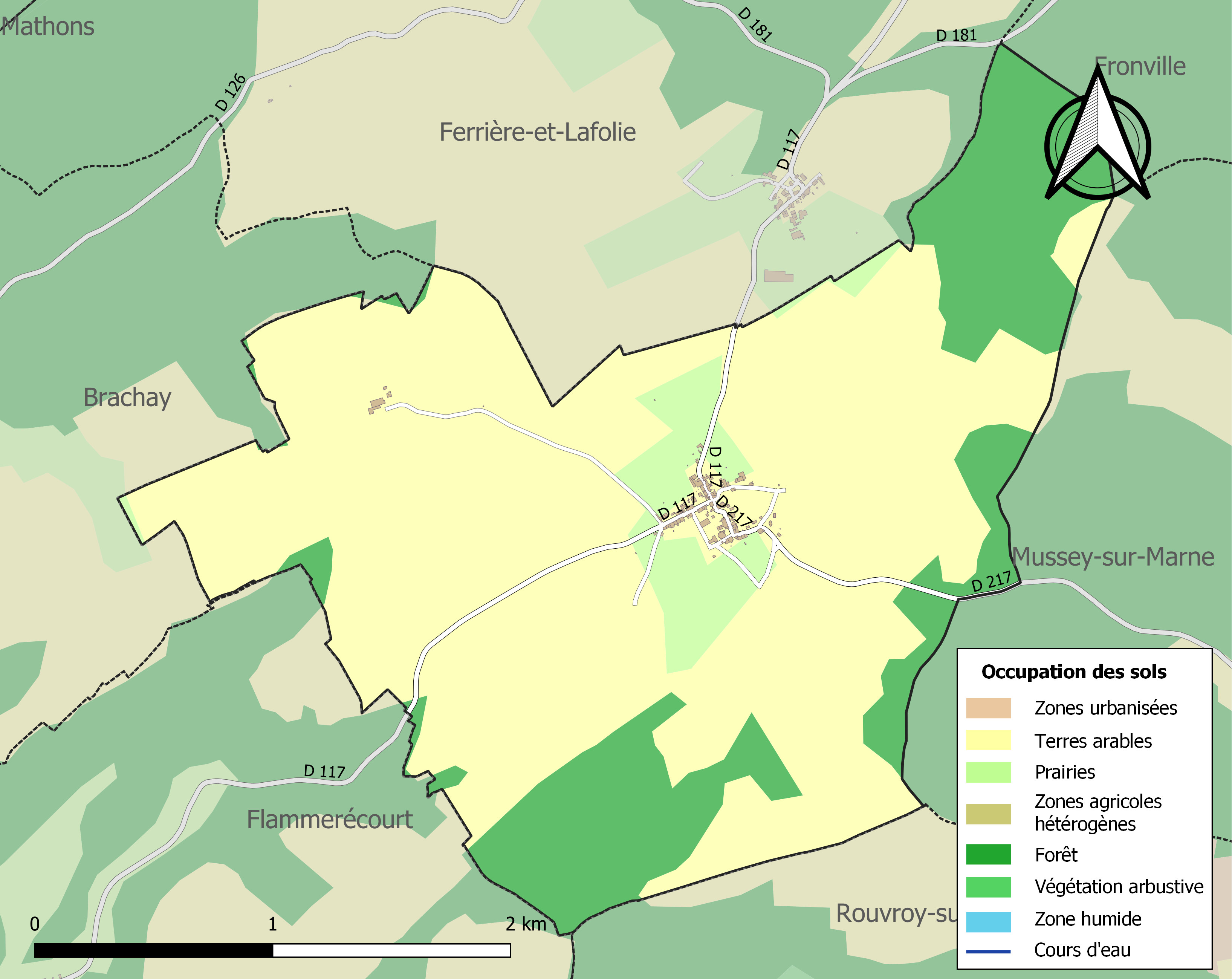
Carte des infrastructures et de l'occupation des sols de la commune en 2018 (CLC).

## Toponymie
Le nom de la localité est attesté sous les formes Bleheycurtis (1140) ; Blehecort (1209) ; Bleicuria (1232) ; Bleecourt (1264) ; Bleicors (1268) ; Bléhécourt (fin du XIIIe siècle) ; Blécourt (1405).

## Politique et administration

### Liste des maires
| Période                                  | Période  | Identité           | Étiquette | Qualité |
| ---------------------------------------- | -------- | ------------------ | --------- | ------- |
| Les données manquantes sont à compléter. |          |                    |           |         |
| avant 1981                               | ?        | André Douillot     |           |         |
| mars 2001                                | 2020     | Francis Chavaudrey |           |         |
| 2020                                     | En cours | Joseph Fustinoni   |           |         |

## Population et société

### Démographie
L'évolution du nombre d'habitants est connue à travers les recensements de la population effectués dans la commune depuis 1793. Pour les communes de moins de 10 000 habitants, une enquête de recensement portant sur toute la population est réalisée tous les cinq ans, les populations de référence des années intermédiaires étant quant à elles estimées par interpolation ou extrapolation. Pour la commune, le premier recensement exhaustif entrant dans le cadre du nouveau dispositif a été réalisé en 2007.

En 2022, la commune comptait 115 habitants, en évolution de +3,6 % par rapport à 2016 (Haute-Marne : −4,62 %, France hors Mayotte : +2,11 %).
| 1793 | 1800 | 1806 | 1821 | 1831 | 1836 | 1841 | 1846 | 1851 |
| ---- | ---- | ---- | ---- | ---- | ---- | ---- | ---- | ---- |
| 192  | 192  | 206  | 190  | 224  | 226  | 242  | 243  | 239  |

| 1856 | 1861 | 1866 | 1872 | 1876 | 1881 | 1886 | 1891 | 1896 |
| ---- | ---- | ---- | ---- | ---- | ---- | ---- | ---- | ---- |
| 218  | 228  | 216  | 210  | 207  | 219  | 212  | 189  | 182  |

| 1901 | 1906 | 1911 | 1921 | 1926 | 1931 | 1936 | 1946 | 1954 |
| ---- | ---- | ---- | ---- | ---- | ---- | ---- | ---- | ---- |
| 174  | 154  | 162  | 119  | 114  | 113  | 104  | 111  | 130  |

| 1962 | 1968 | 1975 | 1982 | 1990 | 1999 | 2006 | 2007 | 2012 |
| ---- | ---- | ---- | ---- | ---- | ---- | ---- | ---- | ---- |
| 137  | 136  | 130  | 130  | 105  | 118  | 110  | 109  | 112  |

| 2017 | 2022 | - | - | - | - | - | - | - |
| ---- | ---- | - | - | - | - | - | - | - |
| 112  | 115  | - | - | - | - | - | - | - |

## Culture locale et patrimoine

### Lieux et monuments
- L'église Notre-Dame de Blécourt classée par les Monuments historiques en 1862[18].
- À voir également, un ancien lavoir restauré.

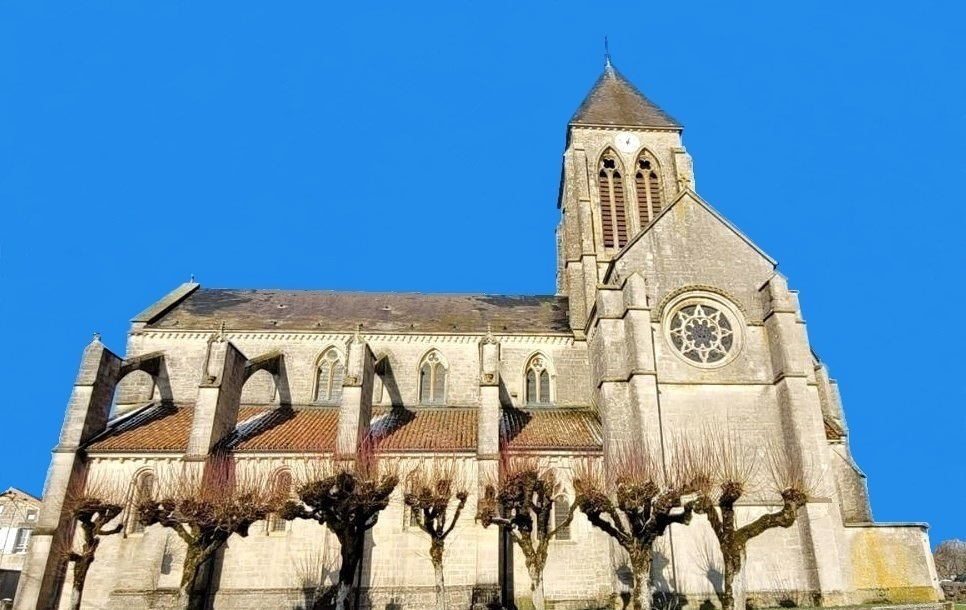
L'église Notre-Dame

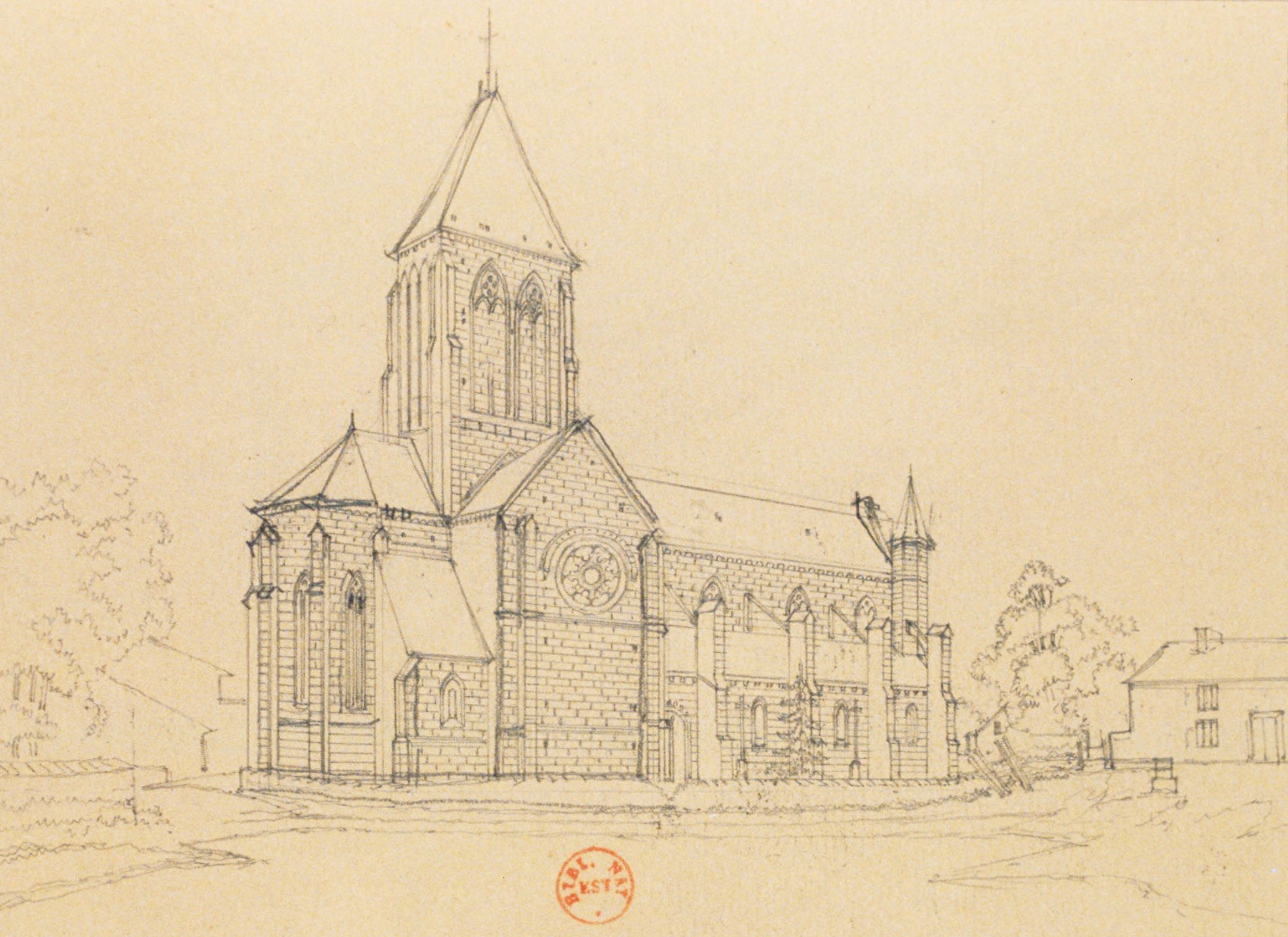
Vue de l'église prise sur le transept nord (Hubert Clerget).